# 普希利縣

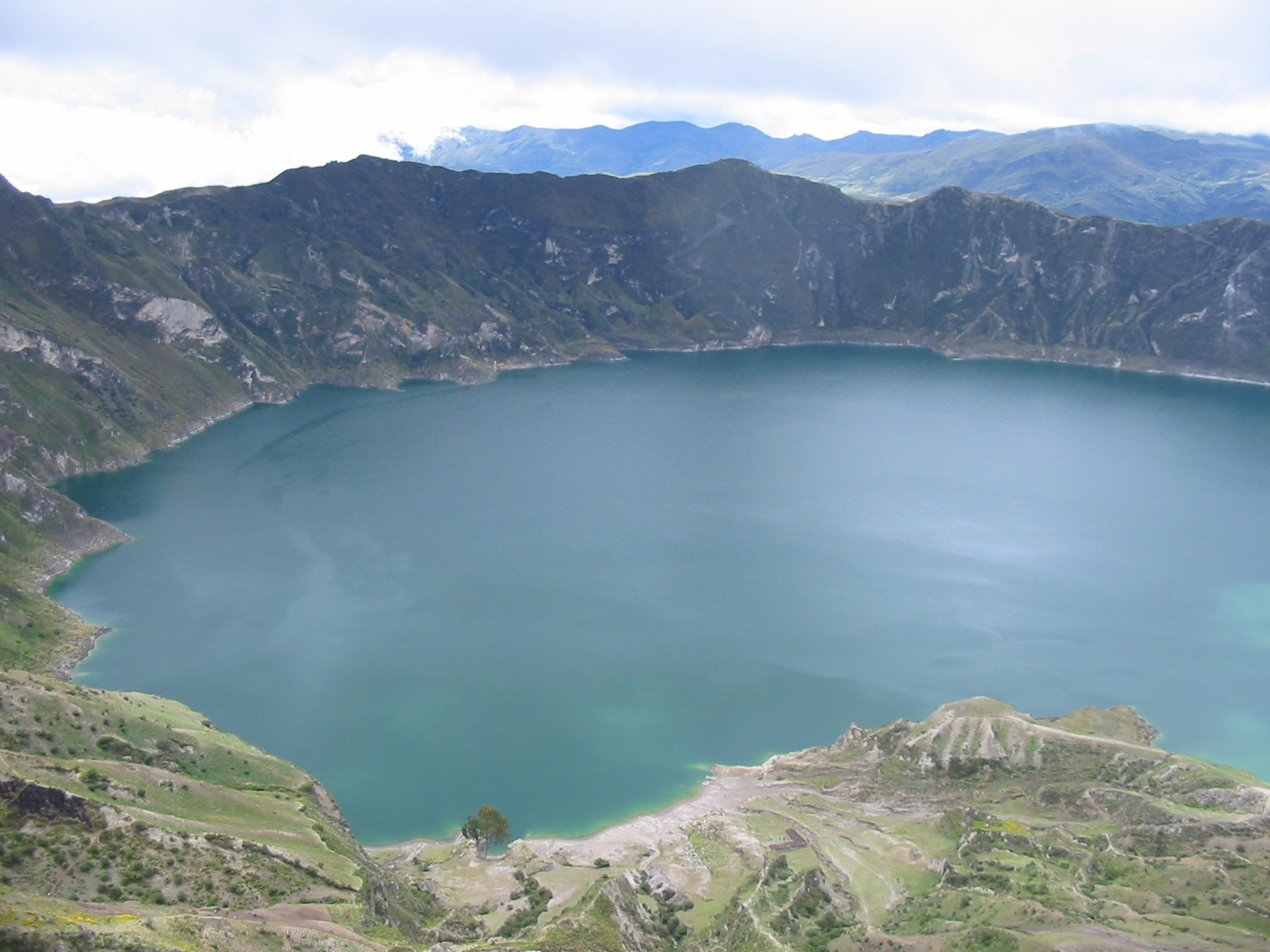

0°57′0″S 78°41′24″W / 0.95000°S 78.69000°W
普希利縣（西班牙語：Cantón Pujilí），是厄瓜多爾的縣份，位於該國中部，由科托帕希省負責管轄，始建於1943年10月7日，面積1,308平方公里，2010年人口69,055，人口密度每平方公里52.79人。